# Reine Brynolfsson
Reine Brynolfsson (født 15. januar 1953) er en svensk skuespiller, tegnefilmsdubber og tegneserietegner.
Reine Brynolfsson er uddannet på teaterhøjskolen i Malmø, hvor han gik i årene 1967-1979. Han har siden haft en del teaterroller, spillet Carl von Linné i en tv-serie på svensk tv, haft roller i film og lagt stemmer til animerede film. 

## Filmografi
- Ofelia kommer til byen (1985)
- Moa (1986)
- Slangens vej (1986)
- Black Jack (1990)
- Englegård (1992)
- Sort Lucia (1992)
- Slangebøssen (1993)
- Strisser, strisser (1993)
- Sidste dans (1993)
- Illusioner (1994)
- Englegård - næste sommer (1994)
- Jerusalem (1996)
- Adam & Eva (1997)
- Spring for livet (1997)
- Den sidste kontrakt (1998)
- Les Misérables (1998)
- Husets ære (1999)
- Anna (2000)
- En sang for Martin (2001)
- Så hvid som sne (2001)
- Nedtælling (2001)
- Salmer fra køkkenet (2003)
- Paradiset (2003)
- Bang Bang Orangutang (2005)
- Blodsbrødre (2005)
- Forældre (2007)
- Englegård - alle gode gange 3 (2010)
- Känn ingen sorg (2013)
- Under pyramiden (2016)
- Se upp för Jönssonligan (2020)

## Tv-serier
- Gösta Berlings saga (1986)
- Smash (1990)
- Esters testamente (1995)
- De tre venner og Jerry (1998-1999, animeret)
- Cleo (2002)
- Belinder auktioner (2003)
- Kronprinsessen (2006)
- Kongemordet (tv-serie, 2008)
- Springfloden (2018)
- Tynd Is (2020)
- Kærlighed og anarki (2020-2022)
- Kongens hemmelige elsker (2021)

## Teater
- 2006 – Macbeth